# James Heath
James Heath (Londen, 17 maart 1983) is een professioneel golfer uit Engeland.

## Amateur
Heath zat van 1999 tot en met 2004 in de nationale selectie. Hij wordt begeleid door Nick Faldo en won in 2002 de Faldo Series, die in 1996 werden opgericht. Hij is het eerste lid van het Faldo Team (vergelijkbaar met de Golfjuniors van Robert-Jan Derksen).

### Gewonnen
- 1999: English Under 16 Championship
- 2002: Greek Amateur Open Championship, Faldo Junior Series
- 2004: English Amateur Championship, Lytham Trophy

### Teams
- Eisenhower Trophy: 2004
- St Andrews Trophy: 2004 (winnaars)
- Bonallack Trophy: 2004
- Jacques Leglise Trophy: 2001

## Professional
Na deze indrukwekkende amateurcarrière werd Heath in 2004 professional. Hij speelde op de European Challenge Tour (CT) en kreeg af en toe uitnodigingen voor toernooien op de Europese Tour (ET).
Zijn eerste overwinning op de Challenge Tour behaalde hij in Odense, Denemarken met 65-67-67-62 (-19). Mede daardoor verdiende hij genoeg om in 2007 een kaart voor de Europese Tour te hebben, die hij eind 2007 toch weer verloor. In 2008 eindigde hij nog net in de top 100 en behield zijn kaart maar in 2009 heeft hij zich maar in een van de twaalf toernooien voor het weekend gekwalificeerd.

### Gewonnen

#### Challenge Tour
- 2006: ECCO Tour Kampioenschap (-19)